# Valeriya Aprielieva
Valeriya Aprielieva –en ucraniano, Валерія Апрелєва– (1 de febrero de 1997) es una deportista ucraniana que compite en natación sincronizada.
Ganó cuatro medallas en el Campeonato Mundial de Natación, en los años 2017 y 2019, y dos medallas en el Campeonato Europeo de Natación de 2018. En los Juegos Europeos de Bakú 2015 consiguió dos medallas de bronce.

## Palmarés internacional
| Campeonato Mundial | Campeonato Mundial      | Campeonato Mundial | Campeonato Mundial |
| Año                | Lugar                   | Medalla            | Prueba             |
| ------------------ | ----------------------- | ------------------ | ------------------ |
| 2017               | Budapest (Hungría)      | Medalla de plata   | Combinación libre  |
| 2017               | Budapest (Hungría)      | Medalla de bronce  | Equipo libre       |
| 2019               | Gwangju (Corea del Sur) | Medalla de oro     | Rutina especial    |
| 2019               | Gwangju (Corea del Sur) | Medalla de bronce  | Combinación libre  |
| Juegos Olímpicos   |                         |                    |                    |
| Año                | Lugar                   | Medalla            | Prueba             |
| 2015               | Bakú (Azerbaiyán)       | Medalla de bronce  | Equipo             |
| 2015               | Bakú (Azerbaiyán)       | Medalla de bronce  | Combinación libre  |
| Campeonato Europeo |                         |                    |                    |
| Año                | Lugar                   | Medalla            | Prueba             |
| 2018               | Glasgow (Reino Unido)   | Medalla de oro     | Combinación libre  |
| 2018               | Glasgow (Reino Unido)   | Medalla de plata   | Equipo libre       |